# 마이코역
마이코역(일본어: 舞子駅 마이코에키[*])은 일본 효고현 고베시 다루미구에 있는 역이다. 서일본 여객철도가 관할하며, 고베시 내 JR 고베 선 역 중에서는 가장 서쪽에 있는 역이다. 역의 상부는 고베아와지나루토 자동차도의 버스 정류장이 있어 게이한신 방면과 아와지시마 섬, 시코쿠 방면으로의 환승구가 있다. 아카시 해협 대교 개통에 수반해 마이코 버스 터미널이 개설된 것에 의해 1998년부터 내측선을 주행하는 쾌속 열차가 정차하게 되었다. (이전에는 각역정차만 정차했었다) 외측선에는 승강장이 없기 때문에 외측선을 주행하는 출퇴근 시간대의 쾌속이나 신쾌속, 특급 열차는 통과하도록 되어 있다.

## 역 구조
섬식 승강장으로 승강장은 내측선에만 설치되어 있으며, 1면 2선의 지상역이다. 고가역사를 가지고 있다. 개찰구는 1곳뿐이다.
어번 네트워크 구역의 일부로, 이코카 및 제휴 IC 카드의 사용이 가능하다.
| 1 | ■ JR 고베 선 (하행선) | 니시아카시・히메지 방면         |
| 2 | ■ JR 고베 선 (상행선) | 산노미야·아마가사키·오사카 방면 |

## 역사
- 1896년 7월 1일: 산요 철도 다루미 ~ 아카시 간에 마이코공원 가정차장으로서 개업하였다.
- 1899년 4월 1일: 마이코 가정차장으로 개칭. 당시까지는 인접한 다루미 역이 '마이코' 역명을 가지고 있었다.
- 1906년 12월 1일: 산요 철도의 국유화에 따라 일본국유철도로 이관. 동시에 역으로 승격하여 마이코 역이 되었다.
- 1934년 9월 20일: 전기 철도 운행 개시.
- 1943년 10월 1일: 화물 취급이 폐지되었다.
- 1964년 2월 21일: 하역물 취급을 중지하였다.
- 1987년 4월 1일: 민영화에 따라 서일본 여객철도 소속이 되었다.
- 1995년 1월 17일: 한신·아와지 대지진에 의해 영업 중지
- 1995년 1월 23일: 영업 재개.
- 2003년 11월 1일: 이코카의 사용이 개시되었다.

## 인접 역
| 서일본 여객철도 산요 본선                                         | 서일본 여객철도 산요 본선 | 서일본 여객철도 산요 본선 |
| ----------------------------------------------------------------- | ------------------------- | ------------------------- |
| 다루미 마이바라 방면                                              | ■ JR 고베 선 쾌속         | 아카시 히메지 방면        |
| 다루미 교토 방면                                                  | ■ JR 고베 선 보통         | 아사기리 니시아카시 방면  |
| 출퇴근 시간대 쾌속은 외측선을 주행하므로 이 역에 정차하지 않는다. |                           |                           |